# Вільчна (Великопольське воєводство)
Вільчна (пол. Wilczna) — село в Польщі, у гміні Слупца Слупецького повіту Великопольського воєводства.
Населення — 371 особа (2011).
У 1975—1998 роках село належало до Конінського воєводства.

## Демографія
Демографічна структура станом на 31 березня 2011 року:
|          | Загалом | Допрацездатний вік | Працездатний вік | Постпрацездатний вік |
| -------- | ------- | ------------------ | ---------------- | -------------------- |
| Чоловіки | 179     | 49                 | 114              | 16                   |
| Жінки    | 192     | 36                 | 113              | 43                   |
| Разом    | 371     | 85                 | 227              | 59                   |